# Žítková
Žítková (v letech 1890–2002 Žitková) je rozlehlá obec v okrese Uherské Hradiště ve Zlínském kraji. Leží v etnografickém subregionu Moravské Kopanice. V obci žije 183 obyvatel.

## Název
Původní tvar Žitkova (tj. ves) je přivlastňovací přídavné jméno od Žitek, což byla domácká podoba některého osobního jména obsahujícího -žit- (např. Žitislav, Dobrožit). Později upraveno na Žitková. Tvar Žítková je nářeční. V 19. století se psalo i Židková.

## Historie
Žítková vznikla kolonizací koncem 17. a počátkem 18. století na území poznamenaném nájezdy Tatarů, Turků a Kuruců v 16. a 17. století. Jak zaznamenává 4. kniha urbární, v roce 1731 sem přicházejí noví usedlíci, což však nevylučuje, že osídlení tohoto území může pocházet i ze starších dob. Mezi tradiční suroviny a řemesla, které usedlíci pěstovali, dále zpracovávali či provozovali, patří včelařství, chov valašského dobytka (ovcí), sbírání a sušení hub, zpracovávání kmínu, sběr šípků a lískových oříšků, vytrhávání husího peří a pěstování konopí, které museli dále příst či jinak zpracovávat. Konopí a husí peří museli zdejší usedlíci každý rok odvádět podle váhy na světlovské panství. V oblasti zvané Hutě stávala sklárna zničená v 18. století.
Roku 1807 v důsledku napoleonských válek byla uvalena na Moravské Kopanice kuriózní máselná daň, proti níž se tehdejší vedení kopaničářských obecních komunit náležitě bránilo a dne 28. 9. 1807 byl poslán nesouhlasný dopis s touto daní za sídla Hrozenkov, Žítková, Vyškovec a Vápenice. Jistou míru samostatnosti kolonie Žítková z této doby lze také odvodit např. z dopisu pudmistra hrozenkovského pudmistru žitkovskému ohledně pastvy, který se ovšem žítkovjanům nelíbil a ohradili se proti němu, díky čemuž Hrozenkov tento spor u vrchnosti částečně prohrál.
Specifický vývoj osídlení, geografická i kulturní izolace v podmínkách feudálního útlaku, trvajícího až do posledních let 19. století, i tvrdé přírodní podmínky omezily působení vlivů pokročilejších sousedních oblastí a přispívaly k vytvoření izolované etnografické oblasti, v níž hlavní vývojovou silou byla tradice; tak se vytvořila švorcová ves s plužinou scelených úseků – Žítková. První škola byla na Žítkové postavena v roce 1854. Nové zděné školy na horní a dolní Žítkové byly postaveny začátkem 20. století. V horní části obce se škola postavila v roce 1913 a v dolní části již v roce 1909.
Při soupisu obyvatelstva dne 15. října 1915 bylo na Žítkové zjištěno 895 lidí, což je o 196 více než ve Starém Hrozenkově. Významným mezníkem pro obec se stal 15. červen 1919. Tohoto data se Žítková osamostatňuje od Starého Hrozenkova a stává se samostatnou obcí. Také katastru Žítkové se k 25. červenci 1997 dotkla úprava státní hranice se Slovenskem.

## Obyvatelstvo
| Rok            | 1869 | 1880 | 1890 | 1900 | 1910 | 1921 | 1930 | 1950 | 1961 | 1970 | 1980 | 1991 | 2001 | 2011 | 2021 |
| -------------- | ---- | ---- | ---- | ---- | ---- | ---- | ---- | ---- | ---- | ---- | ---- | ---- | ---- | ---- | ---- |
| Počet obyvatel | 797  | 759  | 828  | 867  | 939  | 859  | 880  | 816  | 912  | 634  | 431  | 282  | 248  | 176  | 170  |
| Počet domů     | 120  | 133  | 134  | 142  | 152  | 137  | 149  | 174  | 173  | 129  | 106  | 157  | 159  | 166  | 162  |

## Obecní správa
Mezi lety 1869–1890 patřily jako osada obce ke Starému Hrozenkovu v okrese Uherský Brod a v roce 1900 byla osada úředně zrušena. Od roku 1910 je obcí v okrese Uherský Brod (1910–1950) a později v okrese Uherské Hradiště.

### Obecní symboly
Znak a vlajka byly obci uděleny rozhodnutím předsedy Poslanecké sněmovny Parlamentu České republiky dne 22. listopadu 2001.

## Pamětihodnosti
- Kaple Panny Marie Kopanické
- Šance – umístění obranných opevnění Hrozenkovského průsmyku lze dodnes nelézt asi 1,5 km jihovýchodně od obce Starý Hrozenkov a 2 km východně od centra kopaničářské obce Žítková. Z pohledu dnešní mezinárodní silnice E50 ve směru od Uherského Brodu do Trenčína se jedná o levý svah údolí Drietomice, jimž komunikace prochází. Opevnění, neboli šance, začíná na levém svahu údolí asi 100 metrů od silnice v těsné blízkosti státní hranice a táhne se asi 1 km po celém svahu kopce, jenž je místními nazýván Bedové. V dnešní době je celá lokalita zarostlá mladým smrkovým lesem, který značně znemožňuje orientaci v terénu. I přes to jsou zde viditelně zachovány obrysy bývalých šancí, které zde sehrávaly důležitou úlohu při obraně Moravy nejen v 17. století, ale i později například v prusko-rakouské válce roku 1866.
- Zajímavostí je, že se historické území obce Žítková v podstatě rozkládá v pěti katastrálních územích (Žítková, Pitín, Krhov, St. Hrozenkov a Horná Súča) a ve dvou státech (ČR a SR), což je pravděpodobně rekord.[zdroj?]

## Galerie

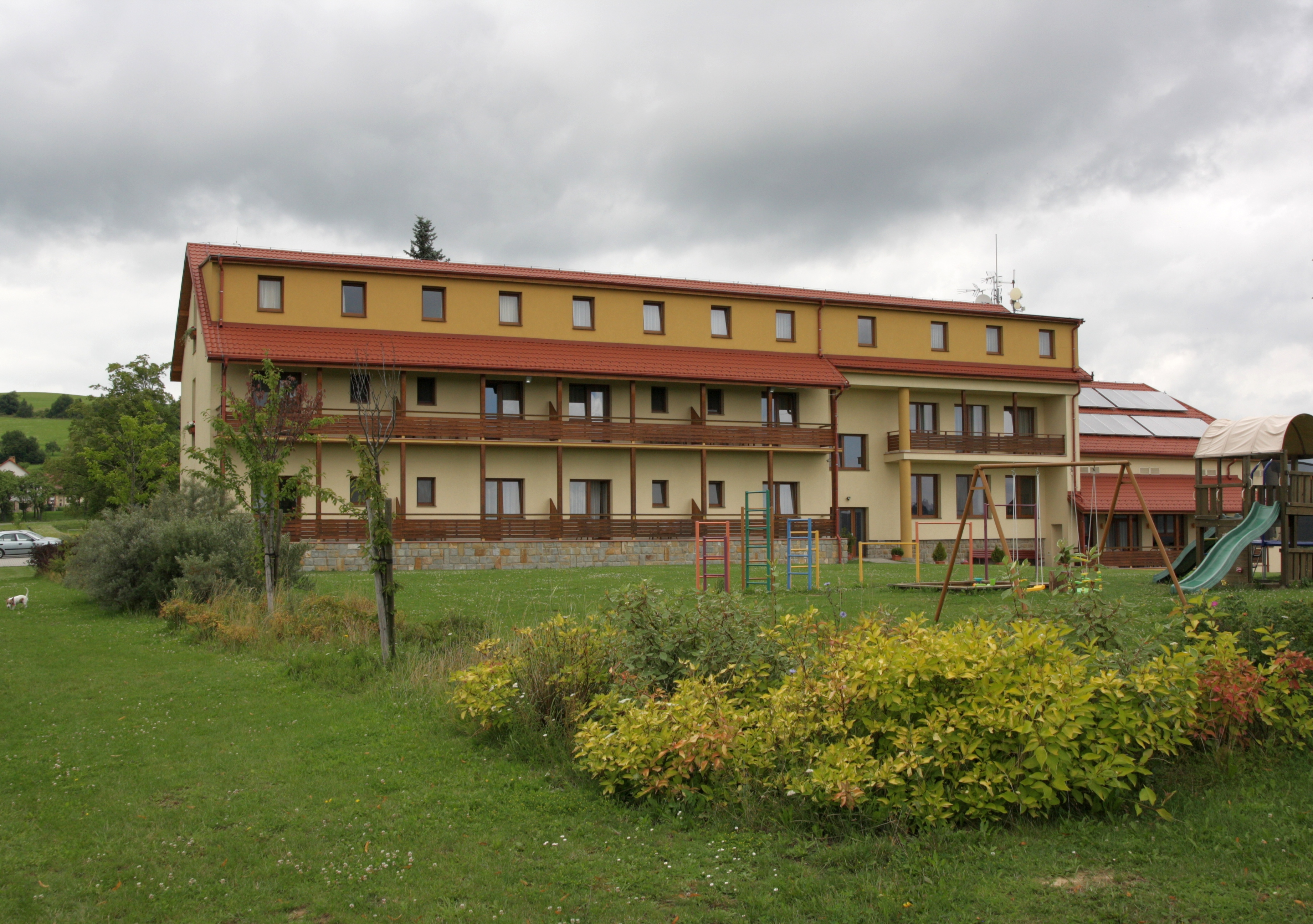
Hotel Kopanice
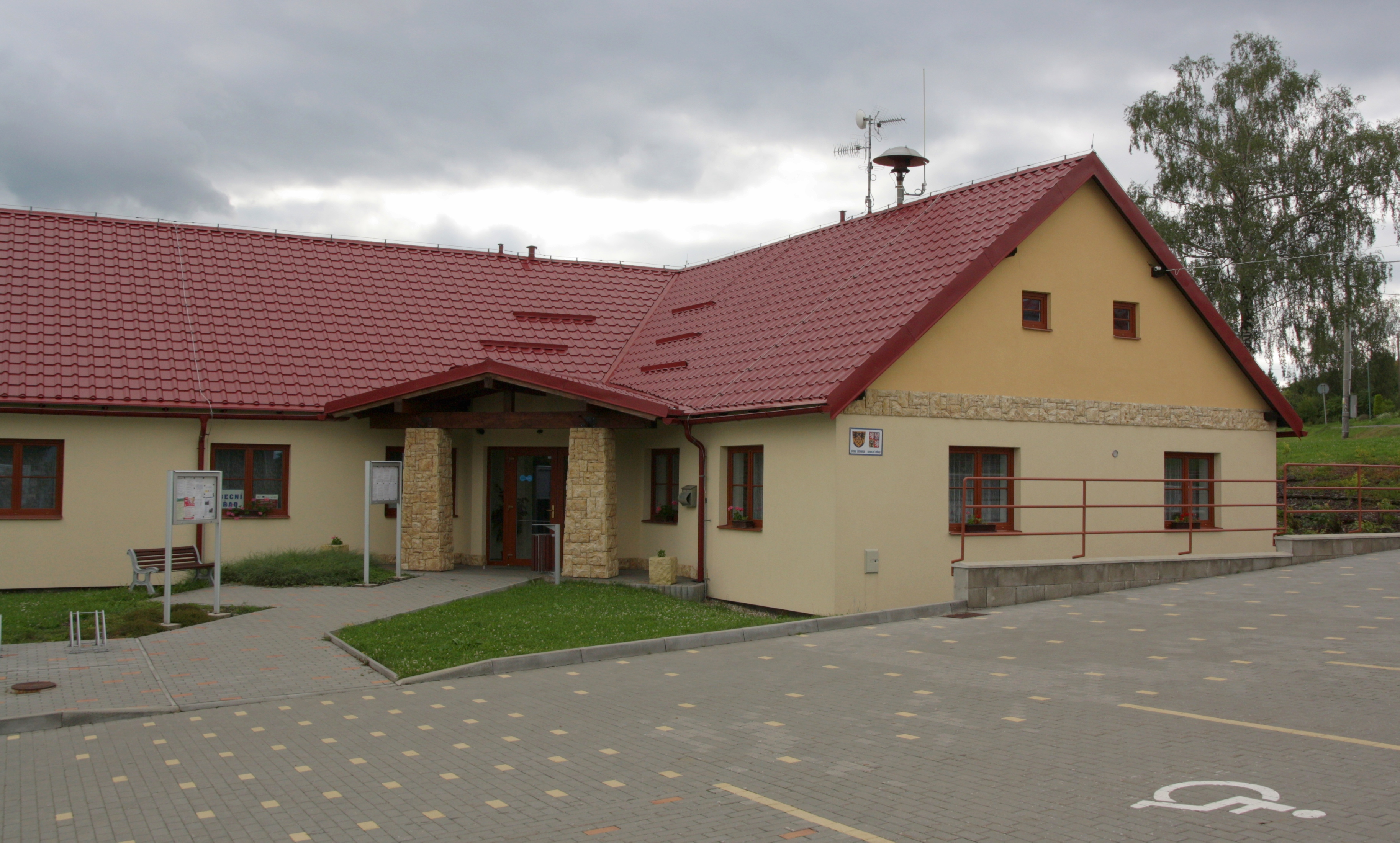
Obecní úřad
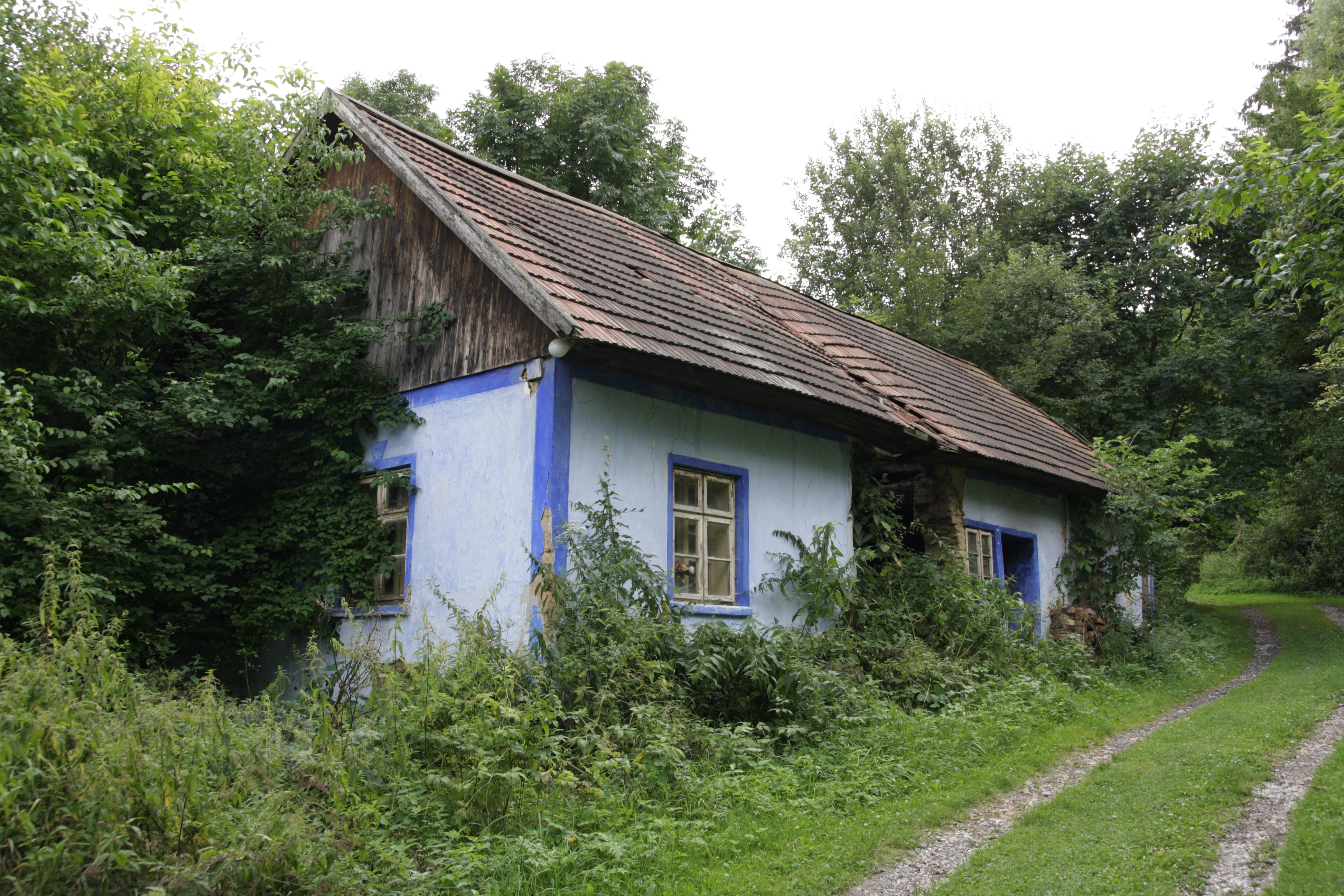
Usedlost č. p. 29
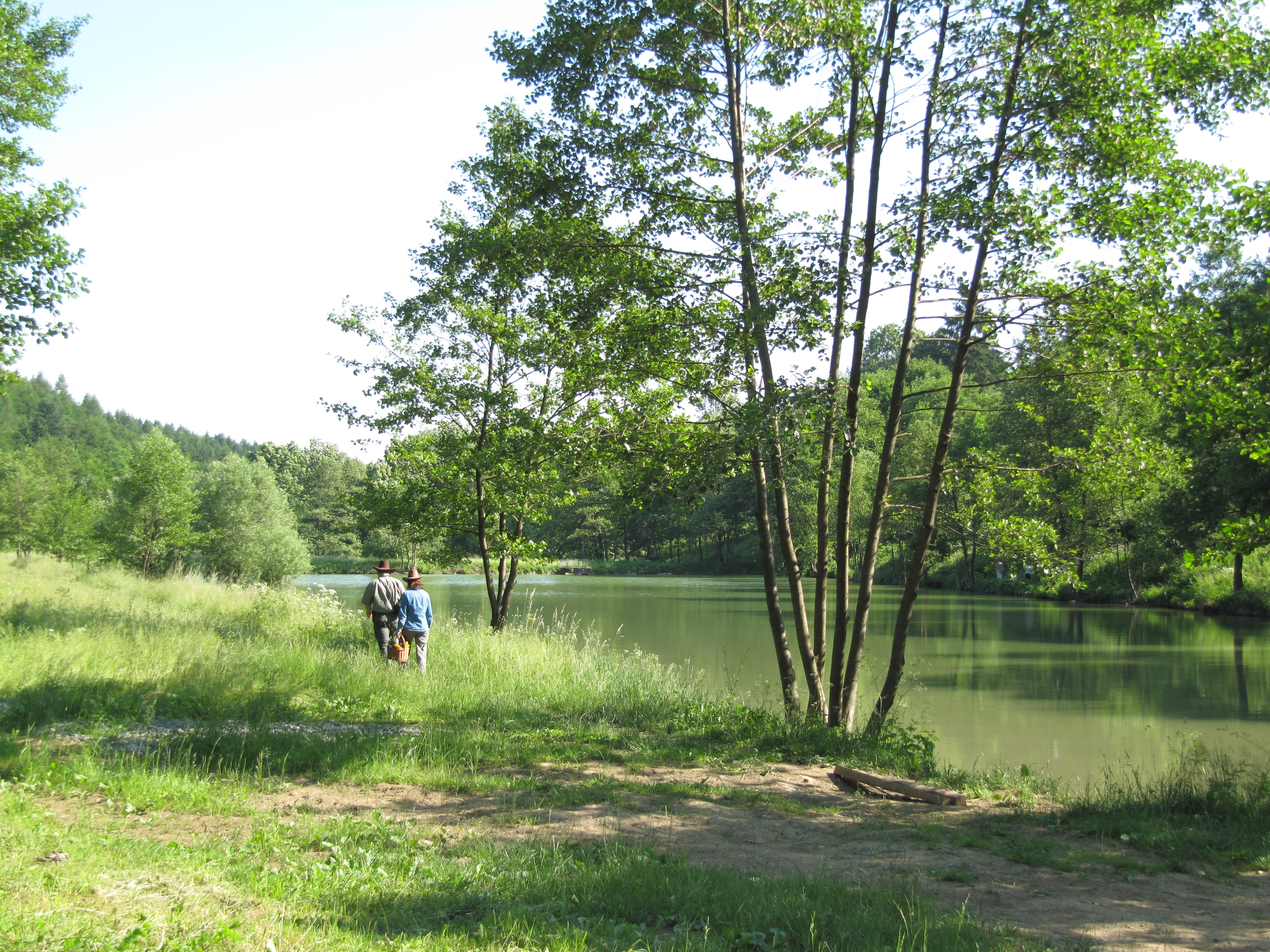
Přehrada
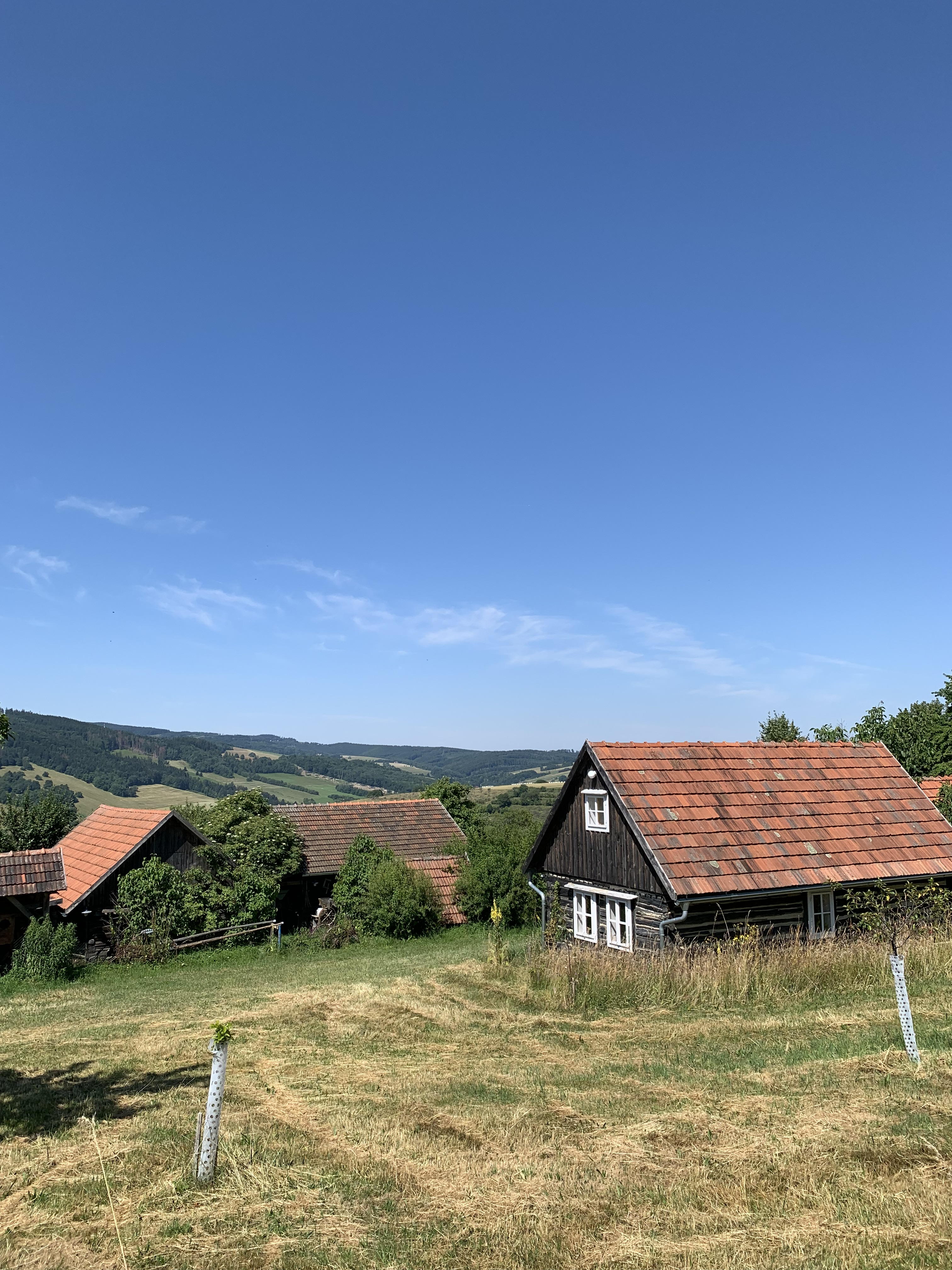
Muzeum poslední žítkovské bohyně

## Film
Na Žítkové se natáčelo rodinné drama režiséra Otakara Koska Už se nebojím (1984) a drama Karla Kachyni Škaredá dědina (1975).